# گمینا کوژنگتسه
گمینا کوژنگتسه (به لهستانی:  Gmina Kozienice) یک گمینا در لهستان است که در شهرستان کوژنگتسه واقع شده‌است. گمینا کوژنگتسه ۲۴۵٫۵۶ کیلومتر مربع مساحت و ۳۰٬۲۷۰ نفر جمعیت دارد.